# Salpiglossis
Genre
Salpiglossis est un genre de plantes de la famille des Solanaceae. 

## Liste d'espèces
Selon NCBI (24 mars 2012) :
- Salpiglossis erecta
- Salpiglossis sinuata Ruiz & Pav.